# Lost Time
Lost Time – czwarty album amerykańskiego zespołu indierockowego 12 Rods.

## Lista utworów
1. "Universal Time" – 1:15
2. "Fake Magic 8-ball" – 3:38
3. "24 Hours Ago" – 4:02
4. "One Thing Does Not Belong" – 3:06
5. "Boy In The Woods" – 3:48
6. "Summertime Vertigo" – 4:37
7. "Accidents Waiting To Happen" – 4:00
8. "Terrible Hands" – 3:36
9. "The Time Is Right (To Be Wrong)" – 3:30
10. "Lost/Found" – 2:29
11. "Telephone Holiday" – 4:41